# Prágai defenesztráció (1618)

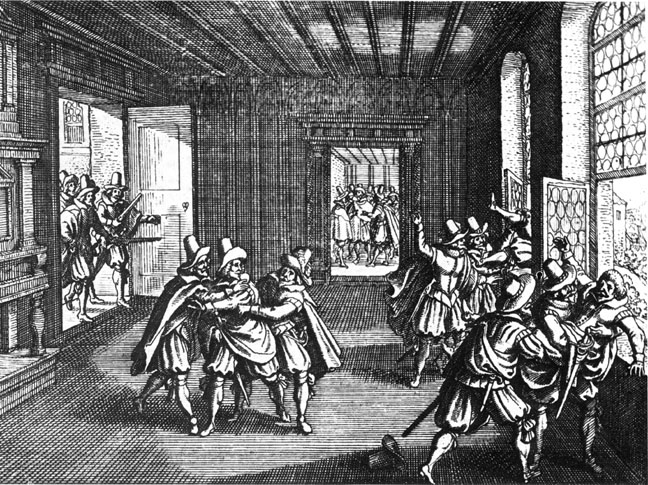
Matthäus Merian képe a második prágai defenesztrációról

A második prágai defenesztráció (a latin de (’-ból, -ből’; ’ki valahonnan’) és fenestra (’ablak’) szóösszetételből) azt a prágai eseményt jelöli, amikor 1618-ban a császár követeit kidobták a Hradzsin ablakán. Ez jelentette azt a végső szakítást abban az eseménysorban, amely a harmincéves háborúhoz vezetett.

## A katolikus–protestáns ellentét
Az esemény előzménye az augsburgi vallásbéke ellenére is fennmaradt katolikus–protestáns ellentétek voltak. II. Rudolf német-római császár és cseh király 1609-ben kiadott egy felséglevelet Csehország számára, amely a templomépítést is szabályozta. Ezt a katolikusok és a protestánsok különbözőképpen értelmezték. A katolikusok szerint a protestánsok templomépítési joga csak a koronauradalmakra, a protestánsok szerint viszont az egész Cseh Királyságra vonatkozott. A protestánsok építettek egy templomot Braunauban és Klostergrabban is. A kormányzat az előbbit átadta a katolikusoknak, az utóbbit pedig leromboltatta, ami nagyon felháborította a protestánsokat, akik összehívták a tartományi rendeket. A hitvédők (defenzorok) ezen átnyújtották tiltakozásukat a tartományi kormányszéknek, majd közvetlenül az ekkor uralkodó Mátyásnak is Bécsbe. Mindkét helyen elutasították őket.

## A prágai összeesküvés
Az uralkodói elutasítás hatására Prágában a cseh protestánsok szervezkedni kezdtek Jindřich Matyáš Thurn gróf vezetésével a kormányzat megbuktatására. 1618. május 23-án vita közben kidobták a prágai Hradzsin ablakán Jaroslav Martinic várgrófot, Vilém Slavata tartományi főbírót és Fabricius nevű titkárukat mint a „cseh nép árulóit”. Az összeesküvők számítása ellenére a kidobottak kisebb sebesülésekkel túlélték a 18 méteres zuhanást, sikerült elmenekülniük, és még sokáig szolgálták a császárt. A várfal tövében felgyűlt szeméthalom ugyanis felfogta becsapódásuk erejét.
A cseh protestáns rendek ezután 30 direktort neveztek ki, és kapcsolatba léptek a morva, sziléziai és magyar rendekkel, élükön Bethlen Gábor erdélyi fejedelemmel, valamint a német Protestáns Unióval. Ezzel kezdetét vette a harmincéves háború, amelynek első, úgynevezett cseh szakasza a Katolikus Liga és a Protestáns Unió között 1620. július 3-án megkötött ulmi béke és az 1620. november 8-án vívott fehérhegyi csata miatt a cseh rendek teljes vereségével végződött.

## A kifejezés utóélete
Hasonló esemény történt korábban 1419-ben, amikor radikális husziták megöltek hét prágai tanácstagot. Utólag néha ezt nevezik a névadó esemény hatására „első prágai defenesztráció”-nak. A névadó „második” prágai defenesztráció hatására minden ablakon való kidobást is szoktak néha defenesztrációnak nevezni. Ezt megtoldva az ablakon való kiugrást pedig „öndefenesztrációnak”.